# Último hombre en pie
El último hombre en pie (Last man standing) y luego La última mujer en pie (Last woman standing) es un reality show creado por la BBC, que se transmitió primero el 26 de junio de 2007. Cada serie aparece un grupo de individuos atléticos que viajan alrededor del mundo a participar en diferentes deportes tradicional o tribal. El que físicamente supera al resto en la mayoría de los desafíos es declarado ganador. La Serie 1 fue narrado por Richard Hammond, y la serie 2 está narrada por Ralf Little.
1. Primera temporada: Jason Bennett de Estados Unidos.
2. Segunda temporada: Wole Adesemoye del Reino Unido.
3. Last woman standing: Anna Campbell de Lamu , Kenia.

## Formato
Cada episodio comienza con los concursantes presentándose en una nueva sociedad indígena. Los concursantes participan en el deporte representativo de esa sociedad. Ellos deben abordar y comer con los habitantes del pueblo, y ayudar con las tareas del pueblo, mientras que son entrenados por los habitantes del pueblo, tanto el estado general, y en las técnicas necesarias para el deporte en particular. Los competidores a menudo realizan rituales o tradiciones locales, como la danza ceremonial, el uso de ropa tribal, pintura corporal, tratamientos médicos, pruebas rituales de la fuerza o el coraje y la ofrenda de oraciones y ofrendas a los dioses locales o espíritus.
Los concursantes se suelen dividir en dos grupos dentro del pueblo, con dos capacitadores. Los concursantes se entrenan con los pobladores locales. En algunos episodios tienen una fase de eliminación inicial, según el cual sólo los concursantes que han impresionado suficientemente a su instructor se les permite competir efectivamente en el deporte adecuado, por lo general una competición local, una competencia regional, o un concurso en contra de un pueblo vecino.
En algunos deportes, los participantes se dividieron en categorías de peso, como la lucha libre. En la fase de la competencia final, el ganador de la semana es el competidor que los mejores resultados en el formato de la competencia real, ya sea por lo general progresa más lejos en una competición eliminatoria individual, ganar una carrera, o que anote más de forma individual en un deporte de equipo como Trobriand Cricket . Todo se basa entonces en el voto de los entrenadores locales. 

## Primera temporada
La primera serie del programa constaba de ocho episodios producida por la BBC y se estrenó en el Reino Unido en BBC Three desde junio 26 al 14 de agosto de 2007. Posteriormente se ha transmitido por BBC Two desde el 2 de marzo hasta el 26 de abril de 2008. Esa temporada fue traducido al francés y se transmitió en Quebec, Canadá, como Le Dernier combatiente (El último combate) en el canal D. El Discovery Channel mostró la programa como Última hombre en pie, a partir del 4 de octubre de 2007. Se produjo un extra de cuatro episodios de la carrera americana (Krahô Correr, Andina hielo Raza, Artes Marciales Java, y la carrera de Vanuatu en canoa). Los doce episodios se han publicado en BBC América como Last Man Standing. En la "final"  estaban: Brad, Jason y Rajko empatado en primer lugar (con dos victorias cada uno en la versión del Reino Unido y tres victorias cada uno en la versión de EE. UU.), el voto de los competidores de Jason como el ganador general.

### Participantes
| Nombre          | De         | Disciplina                | Eventos ganados (UK Series) | Eventos ganados (US Series) |
| --------------- | ---------- | ------------------------- | --------------------------- | --------------------------- |
| Bradley Johnson | Oklahoma   | Fuerza                    | 2                           | 3                           |
| Corey Rennell   | Alaska     | Correr - Esquí            | 0                           | 0                           |
| Jason Bennett   | Florida    | BMX y Podador de árboles. | 2                           | 3                           |
| Mark Hoban      | Birmingham | Kickboxing y Salsa        | 1                           | 1                           |
| Rajko Radovic   | Middlesex  | Gurú del Fitness          | 2                           | 3                           |
| Richard Massey  | Oxford     | Cricket y Rugby           | 1                           | 2                           |

### Episodios
| Semana | Desafío y lugar                              | Ganador                                          |
| ------ | -------------------------------------------- | ------------------------------------------------ |
| 1      | Lucha Xingu - Brasil                         | Brad                                             |
| 2      | Lucha Zulú – Sudáfrica                       | Mark                                             |
| 3      | Resistencia de Atletismo Tarahumara - México | Rajko                                            |
| 4      | Kickboxing Nagaland - India                  | Jason                                            |
| 5      | Lucha mongol – Mongolia                      | Brad                                             |
| 6      | Trobriand Cricket– Papúa Nueva Guinea        | Rajko                                            |
| 7      | Lucha Laamb – Senegal                        | Richard                                          |
| 8      | Carrera de canoasSepik - Papúa Nueva Guinea  | Jason (Ganador - serie Inglaterra)               |
| 9      | Kraho Log Running Brasil                     | Rajko                                            |
| 10     | Qoyllur Rit'i Andean Ice Race – Perú         | Richard                                          |
| 11     | silat – Indonesia                            | Brad                                             |
| 12     | Vanuatu Carrera de canoas – Vanuatu          | Jason (Ganador - serie norteamericana) (Ganador) |

## Segunda temporada
Comenzó a transmitirse en el Reino Unido en BBC Three, el 14 de octubre de 2008. El ganador absoluto fue Soyinka, desde su victoria en la competición final se consideró el factor decisivo en el sorteo que se produjo, con Ed también haber logrado tres victorias.

### Participantes
| Nombre            | Edad | De        | Disciplina        | Eventos ganados |
| ----------------- | ---- | --------- | ----------------- | --------------- |
| Ed Donati         | 22   | Londres   | Pentatlón moderno | 3               |
| Jarvis Albury     | 23   | San Diego | Rugby             | 0               |
| Jeremy "JJ" James | 21   | Florida   | lucha libre       | 2               |
| Joey Ricely       | 24   | Chicago   | Futbol            | 1               |
| Murray Smith      | 22   | Devon     | Kitesurf          | 1               |
| Wolé Adesemoye    | 27   | Londres   | Boxeo             | 3               |

### Episodios
| Semana | Desafío y lugar                                        | Ganador        |
| ------ | ------------------------------------------------------ | -------------- |
| 1      | Lucha suri – Etiopía                                   | Wolé           |
| 2      | Lucha Samo - Burkina Faso                              | Joey           |
| 3      | Carrera en las Montañas - Nepal                        | Ed             |
| 4      | Canotaje - Amazonas                                    | Ed             |
| 5      | Tiro con arco - Bután                                  | JJ             |
| 6      | Carrera de resistencia en nieve - Kamchatka, Rusia     | Murray         |
| 7      | Kick-fighting Sikaran - Filipinas                      | Wolé           |
| 8      | Carrera de búfalo en agua - Indonesia, isla de Sumbawa | JJ             |
| 9      | Lucha libre en barro Kushti - India                    | Ed             |
| 10     | Canotaje - Océano Pacífico                             | Wolé (Ganador) |

## La última mujer en pie
La tercera serie del programa contó con cinco concursantes femeninas, y se tituló de la última mujer en pie. Se componía de seis episodios producida por la BBC , y fue transmitido en el Reino Unido en BBC Three a partir de 9 de febrero a 16 de marzo de 2010.

### Participantes
| Nombre         | Edad | De                  | Disciplina       | Eventos ganados |
| -------------- | ---- | ------------------- | ---------------- | --------------- |
| Anna Campbell  | 23   | Lamu                | Wakeboarding     | 3               |
| Joni Swanston  | 23   | Northern Ireland    | Rugby            | 1               |
| Lesley Sackey  | 27   | Londres             | Boxeo            | 2               |
| Alexandra Alam | 19   | Essex               | Personal trainer | 0               |
| Natalie Smith  | 24   | Newcastle upon Tyne | Pesa rusa        | 0               |

### Episodios
| Semana | Desafío y lugar                                      | Ganadora                 |
| ------ | ---------------------------------------------------- | ------------------------ |
| 1      | Lucha Kamayurá – Brasil                              | Joni Swanston            |
| 2      | Carrera Xavante – Brasil                             | Lesley Sackey            |
| 3      | Lucha con palos Kali Banahaw– Filipinas              | Anna Campbell            |
| 4      | Coron Island Bamboo raft racing – Filipinas          | Anna Campbell            |
| 5      | Carrera de búfalo en agua Sumbawa – Indonesia        | Lesley Sackey            |
| 6      | Carrera de resistencia en montaña Tarahumara- México | Anna Campbell (GANADORA) |